# Rosa Göttisheim

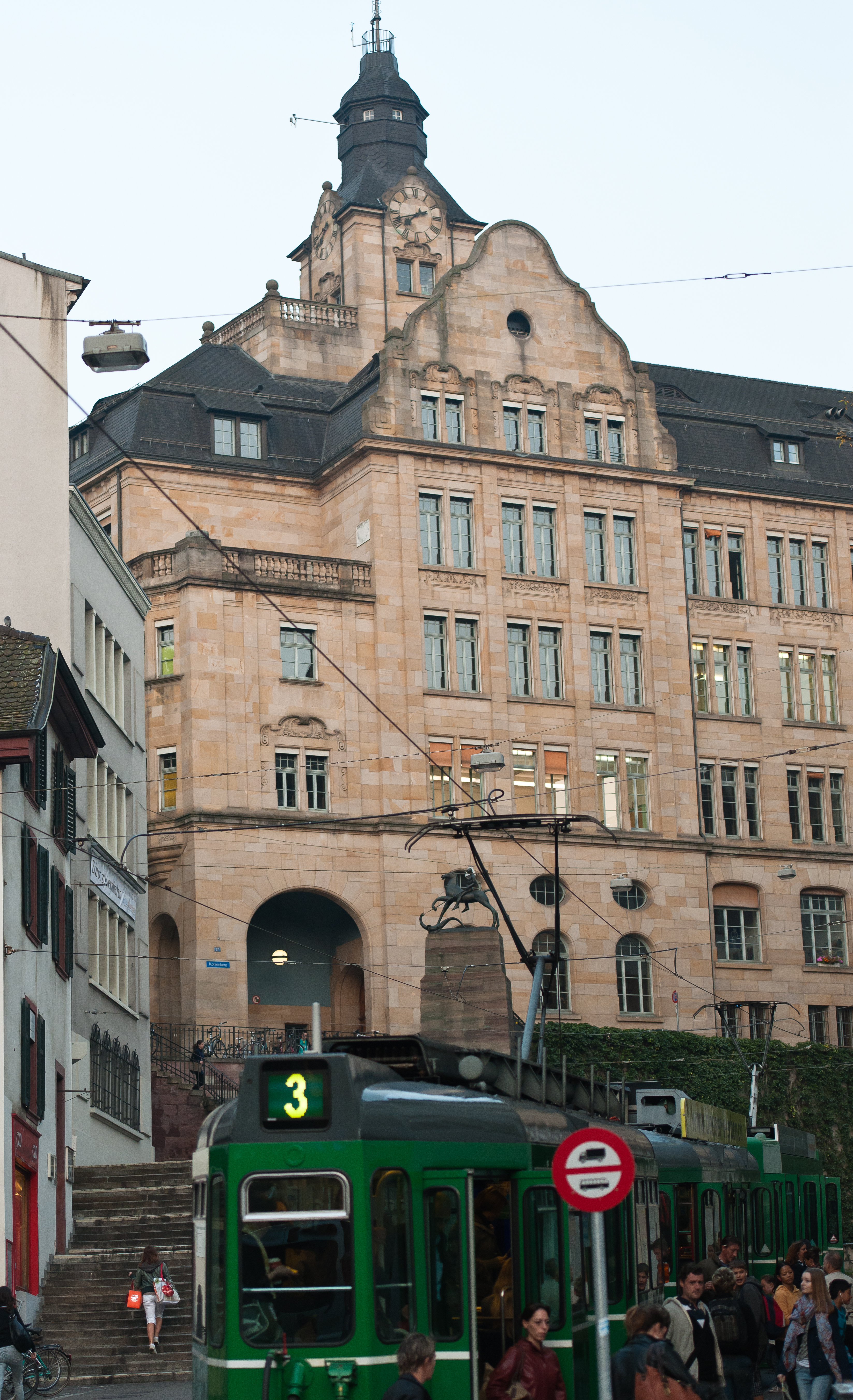
Ehemalige Töchterschule Basel (heute Gymnasium Leonhard)

Rosa Göttisheim (* 10. April 1875 in Basel; † 24. April 1950 ebenda) war eine Schweizer Lehrerin und Frauenrechtlerin. 

## Leben
Rosa Göttisheim wuchs als Tochter des Redaktors und Politikers Christian Friedrich Göttisheim mit ihrem älteren Bruder Emil in Basel auf. Mit 26 Jahren entschloss sie sich Lehrerin zu werden. Sie absolvierte das Lehrerinnenseminar und unterrichtete von 1903 bis 1935 an der Töchterschule Basel, wo auch Georgine Gerhard Lehrerin war. 
Sie half 1916 bei der Gründung der Vereinigung für das Frauenstimmrecht Basel und der Basler Frauenzentrale. Von 1924 bis 1935 war sie Zentralpräsidentin des Schweizerischen Lehrerinnenvereins, nachdem sie schon einige Jahre unter ihrer Vorgängerin Anna Keller erste Schriftführerin gewesen war. Während ihrer Präsidialzeit wurde die Schweizerfibel lanciert. Sie pflegte die Beziehungen zum Allgemeinen Deutschen Lehrerinnenverein und zu den Wiener Lehrerinnen, die nach dem Ersten Weltkrieg in der Schweiz weilten. 
Von 1935 bis 1946 war sie Präsidentin der Basler Frauenzentrale und leitete deren Erziehungskommission, die sich mit aktuellen Fragen der Erziehung befasste, bis 1949.  Während des Zweiten Weltkriegs war sie als Präsidentin der Basler Frauenzentrale bei der Organisation des zivilen Frauenhilfsdienstes und der Flüchtlingshilfe tätig und leitete die Abteilung für Kriegsgeschädigtenfürsorge. 
Sie vertrat von 1936 bis 1948 die sozialistischen Kirchgenossen in der Synode der Evangelisch-reformierten Kirche Basel und war Mitarbeiterin im  Christlichen Verein Junger Töchter und betreute die Jungmädchengruppen innerhalb der protestantischen Kirche.

## Schriften
- mit Georgine Gerhard: 40 Jahre Schweizerischer Lehrerinnenverein 1893–1933. Zürich: Verlag Emma Eichenberger 1933.